# Euploea kühni
Euploea kühni är en fjärilsart som beskrevs av Hans Fruhstorfer 1905. Euploea kühni ingår i släktet Euploea och familjen praktfjärilar. Inga underarter finns listade i Catalogue of Life.